# ジョヴァンニ・バッティスタ・ソミス
ジョヴァンニ・バッティスタ・ソミス（Giovanni Battista Somis, 1686年12月25日 - 1763年8月14日）は、イタリアの作曲家、ヴァイオリニスト。

## 生涯
トリノ出身。1703年からアルカンジェロ・コレッリに、コレッリが1713年に死去した後はアントニオ・ヴィヴァルディに師事した。1707年にトリノの宮廷楽長・ヴァイオリニストに任命された。1731年にはパリに赴いてコンセール・スピリチュエルで演奏し、賞賛を得た 。華やかで感情的なスタイルの演奏は、ヴァイオリン演奏の歴史に進歩をもたらした。弟子にジャン＝マリー・ルクレールやガエターノ・プニャーニらがおり、イタリア楽派とフランス楽派をつなぐ存在だった。トリノで死去。

## 作品
- 12のヴァイオリンと通奏低音のためのソナタ Op.1（1717）
- 12のヴァイオリンと通奏低音のためのソナタ Op.2（1723）
- 12のヴァイオリンと通奏低音のためのソナタ Op.3（1725）
- 12のヴァイオリンと通奏低音のためのソナタ Op.4（1726）
- 6つの2台のヴァイオリンと通奏低音のためのトリオ・ソナタ Op.5（1733）
- 12のヴァイオリンと通奏低音のためのソナタ Op.6（1734）